# Ріхард Зонненфельдт
Ріхард Зонненфельдт (нім. Richard W. Sonnenfeldt; 1923 — 9 жовтня 2009) — перекладач Нюрнберзького процесу.
Зонненфельдт був євреєм німецького походження, його сім'я залишила Німеччину, коли йому було 15 років. Під час Другої світової війни він служив в американській армії і брав участь в звільненні концентраційного табору Дахау в кінці квітня 1945 року. Він був вибраний як перекладач-синхроніст Нюрнберзького процесу, оскільки добре знав англійську мову, а німецька була для нього рідною.
Нюрнберзький процес проходив з листопада 1945 року по жовтень 1946 року в німецькому Нюрнберзі. Міжнародний трибунал засудив кілька колишніх керівників гітлерівської Німеччини до страти, кількох чоловік до довічного ув'язнення, а інших до тюремних термінів від 10 до 20 років.
Перекладач брав участь в допитах рейхсмаршала Германа Герінга, рейхсміністра військової промисловості Альберта Шпеєра, коменданта Освенцима (Аушвіца) Рудольфа Хесса і рейхсміністра Рудольфа Гесса. Всі вони були засуджені як військові злочинці.
Ріхард Зонненфельдт написав книгу спогадів про участь в процесі «Свідок Нюрнберга». Згодом він здобув технічну освіту і брав участь в створенні американського кольорового телебачення.
Помер 9 жовтня 2009 в своєму будинку в штаті Нью-Йорк у віці 86 років.